# Mario Bellini
Mario Bellini ( Milán , 1 de febrero de 1935) es un diseñador y arquitecto italiano. Se graduó del politécnico de Milán, Facultad de Arquitectura, en 1959 y comenzó a trabajar como arquitecto por cuenta propia durante la década de 1960s. Como muchos otros arquitectos italianos, su actividad profesional abarca la arquitectura, el planeamiento urbano y el diseño de mobiliario.
Su temprano éxito internacional creció rápidamente durante las dos primeras décadas, especialmente en el sector del diseño, y alcanzó la cima en 1987 con el gran reconocimiento expresada en una exhibición retrospectiva personal en el Museo de Arte Moderno de Nueva York, que de momento incluye 25 de sus trabajos es la Colección Permanente, incluyendo un set extraordinario de máquinas Olivetti, así como mobiliario para B&B y Cassina, tal como la famosa silla "Cab", y las sillas de oficina innovadoras diseñadas para Vitra.
Su carrera como dieñador de producto y mobiliario comenzó en 1963. De 1963 a 1991 fue consultor de diseño delegado de Olivetti. Por muchos años ha diseñado mobiliario y sistemas para B&B Italia y Casina, sets de TV para Brionvega, y sistemas y órganos eléctricos de alta fidelidad para Yamaha. Por 5 años trabajó como diseñador de automóviles consultante con Renault. En 1972 fue comisionado para diseñar y construir el prototipo de entorno móvil para la exhibición "Italia: El nuevo paisaje doméstico" en el Museo de Arte Moderno de Nueva York. También ha diseñado para Fiat y Lancia, lámparas para Artemide, Erco y Flos, y mobiliario de oficina para Vitra.
Otras firmas para las que ha diseñado o continúa haciéndolo (en Italia) incluye Acerbis, Bras, Dríade, Candy, Castilia, Flou, Marcatrè, Meritalia, Natuzzi y Poltrona Frau; (en España) KETTAL, (en Bélgica) Ideal Standard; (en Alemania) Lamy y Rosenthal; (en Japón) Fuji y Zojtrushi; y (en los EE. UU.) Heller.
Desde 1986 a 1991, fue un editor de Domus, la prestigiosa revista mensual de arquitectura, diseño y arte. 
Ha sido premiado en ocho ocasiones con el "Compasso d'Oro" y con los honores de la "Medalla de Oro" (2004) por el presidente de la República de Italia por su labor arquitectónica y de diseño en todo el mundo.